# بلاتيكامبوس
بلاتيكامبوس (Πλατύκαμπος) هي مدينة في لاريسا في مقاطعة فوريا إلادا في اليونان.